# Municipio de Malinalco
El municipio de Malinalco es un municipio mexicano, situado al sur del Estado de México, a 65 kilómetros de Toluca y 84 kilómetros de la Ciudad de México. Forma parte de la Región Ixtapan y está compuesto por 42 localidades, siendo la cabecera municipal, también llamada Malinalco, su principal centro urbano.
El municipio colinda con los municipios de Joquicingo, Ocuilan, Zumpahuacán y Tenancingo, en el Estado de México, y en el sureste con el estado de Morelos.
Fue constituido su ayuntamiento el 1 de enero de 1826, y ratificado por el gobernador Melchor Múzquiz.
En el municipio, después del pueblo de Malinalco, el siguiente en importancia es Chalma, el cual es un importante lugar de peregrinaje católico, por la imagen de un Cristo que de forma aparentemente milagrosa apareció en el lugar en donde se realizaban ritos prehispánicos. Las peregrinaciones reúnen a miles de visitantes de todo México y del extranjero, e incluyen largas caminatas, bañarse en manantiales, regar un ahuehuete y bailar en el templo. Si es la primera vez que van al santuario, es tradicional traer una corona de flores durante la caminata de 5 km de bajada, en la cual deben de ir bailando.
Malinalco recibió el título como Pueblo Mágico, el 22 de octubre de 2010.

## Toponimia

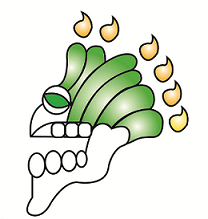
Glifo de Malinalco.

Malinalco (Lugar de las enredaderas), su nombre proviene del náhuatl y se origina del nombre su cabecera municipal, es un topónimo aglutinado que se compone de tres palabras: Malinalli = zacate del carbonero y co = lugar.
El topónimo de Malinalco se encuentra relacionado con el sacrificio ritual. El nombre de Malinalco deriva del sustantivo náhuatl Malinalli, que denomina a una planta típica de la región de la antigua región del Telcaxtepec. A su vez, el actual nombre Malinalco hace referencia a la mujer que hace varios siglos llegó a establecerse al cerro riscoso luego de ser abandonada por su hermano. Malinalxóchitl, por la cual a este lugar tiene como significado “Flor del zacate del carbonero”.
En la región de Malinalco se puede encontrar esta planta la cual tiene una textura dura, áspera y fibrosa, cuando se utiliza esta planta de manera fresca, puede llegar a servir para la fabricación de sacos de carbón y las sogas que las aseguran. La planta Malinalli tiene antecedentes remotos, estos se encuentran relacionados con las prácticas rituales y con el flechamiento de seres humanos, estos antecedentes se encuentran distantes de la comprensión humana inmediata.

## Símbolos

Escudo de Malinalco.

El escudo de Malinalco tiene la misma forma y dimensión al escudo del estado de México, tiene un campo en sinople con el glifo topónimo de Malinalco sobre el cerro de Malinaltepetl en color sable, enmarcado por una cinta de rojo o gules que dice la leyenda de Tu arqueología, constancia de nuestra raza, cultura y trabajo, en la parte siniestra del escudo dice la leyenda de Malinaltepetl, palabra náhuatl que significa en español, Cerro de malinalli o zacate de carbonero.
| Parámetros climáticos promedio de Municipio de Malinalco | Parámetros climáticos promedio de Municipio de Malinalco | Parámetros climáticos promedio de Municipio de Malinalco | Parámetros climáticos promedio de Municipio de Malinalco | Parámetros climáticos promedio de Municipio de Malinalco | Parámetros climáticos promedio de Municipio de Malinalco | Parámetros climáticos promedio de Municipio de Malinalco | Parámetros climáticos promedio de Municipio de Malinalco | Parámetros climáticos promedio de Municipio de Malinalco | Parámetros climáticos promedio de Municipio de Malinalco | Parámetros climáticos promedio de Municipio de Malinalco | Parámetros climáticos promedio de Municipio de Malinalco | Parámetros climáticos promedio de Municipio de Malinalco | Parámetros climáticos promedio de Municipio de Malinalco |
| Mes                                                      | Ene.                                                     | Feb.                                                     | Mar.                                                     | Abr.                                                     | May.                                                     | Jun.                                                     | Jul.                                                     | Ago.                                                     | Sep.                                                     | Oct.                                                     | Nov.                                                     | Dic.                                                     | Anual                                                    |
| -------------------------------------------------------- | -------------------------------------------------------- | -------------------------------------------------------- | -------------------------------------------------------- | -------------------------------------------------------- | -------------------------------------------------------- | -------------------------------------------------------- | -------------------------------------------------------- | -------------------------------------------------------- | -------------------------------------------------------- | -------------------------------------------------------- | -------------------------------------------------------- | -------------------------------------------------------- | -------------------------------------------------------- |
| Temp. máx. abs. (°C)                                     | 31                                                       | 33                                                       | 35                                                       | 36                                                       | 37                                                       | 36.5                                                     | 36.5                                                     | 38                                                       | 37                                                       | 32                                                       | 39                                                       | 30                                                       | 39                                                       |
| Temp. máx. media (°C)                                    | 26.2                                                     | 27.8                                                     | 29.7                                                     | 31                                                       | 30.4                                                     | 27.9                                                     | 26.9                                                     | 27.4                                                     | 26.9                                                     | 26.7                                                     | 26.8                                                     | 26.3                                                     | 27.8                                                     |
| Temp. media (°C)                                         | 18.6                                                     | 19.6                                                     | 21.3                                                     | 22.8                                                     | 22.7                                                     | 21.4                                                     | 20.8                                                     | 21                                                       | 20.8                                                     | 20.2                                                     | 19.6                                                     | 19                                                       | 20.7                                                     |
| Temp. mín. media (°C)                                    | 11                                                       | 11.5                                                     | 13                                                       | 14.6                                                     | 15                                                       | 15                                                       | 14.8                                                     | 14.6                                                     | 14.6                                                     | 13.7                                                     | 12.5                                                     | 11.7                                                     | 13.5                                                     |
| Temp. mín. abs. (°C)                                     | 2.5                                                      | 2                                                        | 6                                                        | 9                                                        | 5                                                        | 6                                                        | 10                                                       | 10                                                       | 10                                                       | 8                                                        | 3                                                        | 5                                                        | 2                                                        |
| Lluvias (mm)                                             | 14                                                       | 11                                                       | 10                                                       | 18                                                       | 78                                                       | 237                                                      | 240                                                      | 221                                                      | 222                                                      | 55                                                       | 14                                                       | 3                                                        | 1123                                                     |
| [cita requerida]                                         |                                                          |                                                          |                                                          |                                                          |                                                          |                                                          |                                                          |                                                          |                                                          |                                                          |                                                          |                                                          |                                                          |

## Geografía
En cuanto a la flora, la vegetación predominante en las tierras altas es el bosque mixto de pino-encino y el bosque de pino. En partes más bajas, la selva baja caducifolia, con diversos tipos de vegetación secundaria en los lugares perturbados por la actividad humana. En las variedades de la vegetación mencionamos los siguientes: en los canales de riego y los manantiales: ahíles, sauces y ahuehuetes; en las zonas secas: guaje, tepehuaje, huajillo, timbre, palo dulce; en las huertas: aguacate, níspero, cítrico, ciruelos, zapote, plátano y café.
En lo que se refiere a la fauna, encontramos aún: venado, tejón, mapache, cacomixtle, zorrillo listado, coyote, zorro, gato montes, conejo, tlacuache, armadillo, y entre las aves predadoras tenemos: gavilán, halcón, lechuza, zopilotes, garzas, cuervos y demás. Reptiles como iguana, tortuga, lagartija, víbora de cascabel y distintas clases de serpientes. En arroyos y manantiales se encuentran cangrejos de agua dulce y otros.
| Flora y fauna de Malinalco |                        |                   |                         |
|                            |                        |                   |                         |
| Nasua                      | Coragyps atratus       | Didelphimorphia   | Bassariscus sumichrasti |
|                            |                        |                   |                         |
| Crotalus durissus          | Odocoileus virginianus | Trochilidae       | Iguana                  |
|                            |                        |                   |                         |
| Persea americana           | Agave atrovirens       | Passiflora edulis | Psidium guajava         |

## Demografía
| Localidad           | Población |
| Total del municipio | 25,738    |
| Malinalco           | 15,738    |
| Chalma              | 3,531     |
| San Simón el Alto   | 2,397     |
| Jalmolonga          | 1,531     |

El Municipio de Malinalco cuenta con una población total de 25,624 habitantes de las cuales 13,039 son mujeres y 	12,585 hombres. La principal actividad económica de los habitantes es la siembra y cosecha de sus tierras.
De acuerdo con el informe anual sobre la situación de pobreza y rezago social: En Malinalco, en el año 2010, 16,920 individuos (66% del total de la población) se encontraban en pobreza, de los cuales 11,745 (45.8%) presentaban pobreza moderada y 5,176 (20.2%) estaban en pobreza extrema. En el mismo año, la condición de rezago educativo afectó a 32.5% de la población, lo que significa que 8,328 individuos presentaron esta carencia social. El porcentaje de personas sin acceso a servicios de salud fue de 22.9%, equivalente a 5,878 personas. La carencia por acceso a la seguridad social afectó a 82% de la población, es decir 21,002 personas se encontraban bajo esta condición. El porcentaje de personas que reportó habitar en viviendas sin disponibilidad de servicios básicos fue de 44.4%, lo que significa que las condiciones de vivienda no son las adecuadas para 11,387 personas. La incidencia de la carencia por acceso a la alimentación fue de 44.5%, es decir una población de 11,412 personas.

### Salud
En cuestiones sanitarias el municipio registra como principales causas de mortandad de la población las siguientes: diabetes mellitus, cáncer de mama, neumonía y paro cardíaco por hipertensión sanguínea.
El municipio cuenta un hospital municipal llamado Pedro Ascencio de Alquisiras', cuatro centros de salud pública, están administrados por el ISEM y son clínicas donde se atienden a los beneficiarios de seguro popular. Además el municipio cuenta con servicio privado de salud, cuya especialidad son los servicios ginecológicos y medicina general. Siendo el municipio de Malinalco un lugar turístico, la demanda de salud ha ido en aumento.

## Política y gobierno

### Presidentes municipales
- (2009 - 2012):  Gerardo Baldemar Reynoso
- (2013 - 2015):  Vidal Pérez Vargas
- (2016 - 2018):  Gerardo Baldemar Reynoso
- (2019 - 2021):  Roberto Cabañas Poblete
- (2019 - 2021):  juan Antonio Mendoza Pedroza

## Cultura y patrimonio

### Gastronomía
Son representativas, dentro del conjunto de platillos típicos de Malinalco, las recetas que toman como base carne de conejo o de trucha. De igual manera, las creaciones con cecina son variadas y muy sabrosas. Imposible no degustar los tradicionales tacos, elotes preparados y calientes tlacoyos que se sirven en los abundantes restaurantes del lugar.
Con respecto a la trucha, existen una gran cantidad de recetas con las cuales se les prepara en este Pueblo Mágico del Estado de México. Tal es el caso de la “trucha estilo Malinalco”, que incluye un relleno de ajo, jitomate, epazote, chile y mantequilla.
Sobresale la iguana en caldillo, misma que se consume en ciertas comunidades de este municipio mexiquense y también los tamales de rana y de ajolote. En estos mismos pueblos de Malinalco, se consume habitualmente, carne de jabalí, armadillo y tlacuache. Una de las mejores especialidades de la región es la suculenta barbacoa.
Por último, para quien tenga proyectado visitar Malinalco, es aconsejable que no se pierda sus tradicionales nieves, que dejan un dulce regusto en el paladar, cada vez que son degustadas. Son especialmente recomendables los sorbetes de zapote negro, maracuyá, limón, piña, mango, mamey, guanábana, guayaba, mismos que se preparan en grandes recipientes de aluminio.

## Personajes
Luis Mario Schneider, nacido en Argentina en el año de 1931 y murió en Ciudad de México en 1999, doctor en Letras por la UNAM, trabajó como investigador de tiempo completo en el Instituto de Investigaciones Bibliográficas de la UNAM y como miembro del Sistema Nacional de Investigadores (III nivel) desde 1985, se menciona en este apartado porque vivió alrededor de veinte años en el municipio de Malinalco, en el cual fue cronista; fue especialista en Literatura Mexicana e Hispanoamericana; enseñó y dictó conferencias en universidades nacionales y extranjeras. Su novela la resurrección de Clotilde Goñi obtuvo el premio "Xavier Villaurrutia" en 1977. En 1998 apareció Refugio, otra de sus novelas. Dentro de su labor de rescate preparó ediciones, antologías y obras completas de escritores como Jorge Cuesta, Efrén Hernández, Xavier Villaurrutia, Carlos Pellicer, Octavio Paz, entre otros. En 1992 obtuvo el premio "Luis Cardoza Aragón" con su libro José María y Petronilo Monroy, los hermanos pintores de Tenancingo; en 1996, el Premio Universidad Nacional Autónoma de México en el área Creación Artística y Extensión de la Cultura y el mismo año el Gobierno del Estado de México le hizo merecedor de la Presea Estado de México en el área de Artes y Letras "Sor Juana Inés de la Cruz".

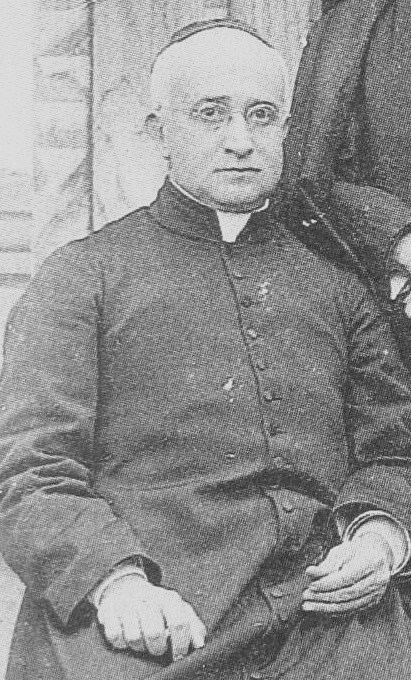
San José de Yermo

José María Yermo y Parres, nacido en la Hacienda de Jalmolonga, Malinalco el 10 de noviembre de 1851 y falleció el 20 de septiembre de 1889 en Puebla de Zaragoza, el mismo día de su nacimiento fue bautizado en la capilla de dicha hacienda, a los 50 días de su nacimiento quedó huérfano de madre y su padre lo trasladó a la Ciudad de México; en 1853 fue confirmado en la capilla del Señor de Burgos del Convento de San Francisco y en 1860 hizo su Primera Comunión. En 1865 inició sus estudios de gramática latina bajo la orientación del presbítero José María Márquez y el 9 de mayo de 1867 ingresó como novicio en la congregación de San Vicente de Paul, donde permaneció hasta 1870; entre 1871 y 1872 asistió en calidad de catequista a varias misiones y luego sirvió como familiar al arzobispo Pelagio Antonio de Labastida y Dávalos. En 1874 volvió a la congregación y pasó a Guanajuato; en 1876 recibió las cuatro órdenes menores, renunciando después a ellas, excepto al voto de castidad. Para 1878 solicitó y logró la presentación del juramento, el 25 de septiembre fue admitido como domiciliario del arzobispado de México; Capellán de coro y segundo maestro de ceremonias en 1879; diácono el mismo año; prosecretario de la mitra en 1881; secretario en 1882. En 1885 fundó, en León de los Aldamas, el Instituto de Siervas del Sagrado Corazón y de los Pobres. Pasó a Puebla el 19 de julio de 1889 y falleció allí. El 4 de abril de 1978 la iglesia diocesana del pueblo de los Ángeles y las Siervas del Sagrado Corazón de Jesús, pidieron al papa Pablo VI la beatificación y canonización del padre Yermo y Parres. La figura del Padre, después de haber pasado por el grado de venerable y de Siervo de Dios, fue beatificado por el Papa Juan Pablo II durante su segunda visita a México en 1990, junto a los nombres de Juan Diego y los tres niños Mártires de Tlaxcala.

## Artesanías
El municipio de Malinalco, ubicado en el corazón de México, es un lugar que rebosa cultura, tradición y creatividad. Entre sus calles empedradas y su rica historia, resalta la presencia de 302 artesanos que con maestría y pasión han dado vida a diversas ramas del arte popular, contribuyendo a la riqueza cultural de la región. 
Una de las grandes maestras de Arte Popular ha tejido un legado de creatividad y tradición que resplandece en cada hebra de lana y algodón. Camelia Ramos Zamora, con sus manos expertas y su pasión inquebrantable, se ha convertido en un faro luminoso en el mundo del arte textil, específicamente en la subrama de "Tejido en Lana y Algodón en Telar de Cintura u Otate"
A continuación, te presentamos un breve recorrido por algunas de estas ramas y los productos que los artesanos elaboran con destreza.
- Madera: Los artesanos de Malinalco han mantenido viva la tradición de trabajar la madera con maestría. Entre sus creaciones destacan los "teponaztles", tambores prehispánicos que evocan los ritmos ancestrales de la región. Cada golpe sobre la madera resuena con la historia y la espiritualidad de los antepasados, recordándonos la conexión profunda entre la música y la cultura.
- Gastronomía Artesanal: En el ámbito de la gastronomía artesanal, las manos creativas de Malinalco han dado origen a las "palanquetas", deliciosas y crujientes golosinas elaboradas con ingredientes locales. Estas creaciones no solo son un placer para el paladar, sino también una muestra de cómo el arte puede fusionarse con la cocina para crear experiencias sensoriales únicas.
- Textiles: La tradición textil es otra joya en el repertorio artesanal de Malinalco. Los rebozos, piezas de tela cuidadosamente tejidas, no solo abrigan a quienes los llevan, sino que también tejen historias de identidad y herencia. Cada hilo cuenta la narrativa de una comunidad que valora sus raíces y se expresa a través de la creatividad textil.
- Talabartería y Peletería: La talabartería y peletería de Malinalco se manifiestan en la confección de cinturones auténticos y detallados. Estas piezas son más que simples accesorios; son manifestaciones tangibles de la habilidad de los artesanos para transformar cuero en obras de arte funcionales que reflejan la identidad local.
- Fibras Vegetales: La versatilidad de los artesanos de Malinalco se muestra en la creación de lámparas a partir de fibras vegetales. Estas lámparas no solo iluminan espacios, sino que también arrojan luz sobre la capacidad de los artesanos para experimentar con materiales naturales y transformarlos en objetos únicos que añaden calidez y belleza a los entornos.